# 6070 Rheinland
6070 Rheinland è un asteroide della fascia principale. Scoperto nel 1991, presenta un'orbita caratterizzata da un semiasse maggiore pari a 2,3872531 UA e da un'eccentricità di 0,2108729, inclinata di 3,13218° rispetto all'eclittica.